# Euphyia squamulata
Euphyia squamulata är en fjärilsart som beskrevs av W. Warren 1899. Euphyia squamulata ingår i släktet Euphyia och familjen mätare. Inga underarter finns listade i Catalogue of Life.